# ژوزف دپیترو
ژوزف دپیترو (انگلیسی: Joseph DePietro؛ ۱۰ ژوئن ۱۹۱۴ – ۱۹ مارس ۱۹۹۹) وزنه‌بردار اهل ایالات متحده آمریکا بود.
وی در مسابقات کشوری و بین‌المللی در مجموع برندهٔ ۳ مدال طلا، ۱ مدال برنز شده‌است.